# Beka Bediana
Beka Bediana (gebürtig Beka Bedianashvili, georgisch ბექა ბედიანა „ბედიანაშვილი“; * 9. August 1990 in Rustawi, Georgien) ist ein georgisch-deutscher Schauspieler.

## Leben
Bekas Vater Jimsher Bedianashvili ist Dichter, Journalist und Schriftsteller, seine Mutter hat in Moskau Maschinenbau studiert. Außerdem hat er eine ältere Schwester. Aufgrund der Arbeit seines Vaters als Kriegsberichterstatter während des Russland-Georgien-Krieges Anfang der 1990er Jahre floh die Familie 1996 als politisch Verfolgte nach Deutschland.
Ab da wuchs Beka Bediana in Oerlinghausen auf. Dort ging er nach der Grundschule zunächst auf das Niklas-Luhmann-Gymnasium und machte dann sein Fachabitur am Lüttfeld Berufskolleg in Lemgo. 2011 zog Beka Bediana nach Köln, wo er eine vierjährige Schauspielausbildung an der Arturo-Schauspielschule machte. Seit Januar 2019 ist er verheiratet.
Von 2019 bis 2022 war Beka Bediana festes Ensemblemitglied der Springmaus (Improvisationstheater). Ab September 2022 spielt er im Scala Theater Köln. Zudem arbeitet Beka als Dozent an der Film Acting School Cologne und der Theaterakademie Köln.
Beka Bediana war von 2021 bis 2023  im Vorstand des Vereins für darstellende Künste Köln.
Seit 2023 ist er im Vorstand der Gewerkschaft Bundesverband Schauspiel zuständig für die Ressorts Marketing, „Pat*innen“, Diversität und Gleichstellung.

## Filmografie (Auswahl)
- 2012: Soko Köln
- 2012: Alarm für Cobra 11
- 2013: Unter Uns
- 2014: Verbotene Liebe
- 2015: Die Reiskornlegende (Kurzspielfilm)
- 2015: Der Zeichner (Kurzspielfilm)
- 2016: Deutsche Welle – Nico's Weg (Lehrfilm – Serie)
- 2016: Rubrum (Kurzspielfilm)
- 2016: Alarm für Cobra 11
- 2017: DSV – Erfolgreich durch die Ausbildung (Lehrfilm)
- 2017: Alles was zählt
- 2018: Soko Köln
- 2019: Dr. Doktor (Kurzspielfilm)
- 2019: Merz gegen Merz
- 2021: Nasdrovia
- 2024: The Tattooist of Auschwitz (Miniserie)
- 2024: Lady Love (HBO Max)